# Süper Lig de 2004–05
A Süper Lig de 2004–05 foi a 47ª temporada do Campeonato Turco de Futebol.
A partir dessa temporada, com o alargamento no número de participantes da Taça Intertoto da UEFA, a Turquia teve acesso a 1 vaga para a competição continental, sendo que o clube classificado passa a disputar o torneio a partir da 2ª rodada dos playoffs.

## Participantes
| Clube          | Estádio                      | Capacidade |
| -------------- | ---------------------------- | ---------- |
| Ankaragücü     | Estádio 19 de Maio de Ancara | 19 209     |
| Ankaraspor     | Yenikent Asaş Stadyumu       | 18 029     |
| Beşiktaş       | Estádio İnönü de Beşiktaş    | 32 086     |
| Denizlispor    | Estádio Atatürk de Denizli   | 15 427     |
| Diyarbakirspor | Diyarbakır Atatürk Stadyumu  | 12 963     |
| Fenerbahçe     | Estádio Şükrü Saraçoğlu      | 42 000     |
| Galatasaray    | Estádio Ali Sami Yen         | 23 785     |
| Gaziantepspor  | Kamil Ocak Stadı             | 16 981     |
| Gençlerbirliği | Estádio 19 de Maio de Ancara | 19 209     |
| İstanbulspor   | Bahçelievler Stadyumu        | 4 491      |
| Kayserispor    | Kayseri Atatürk Stadyumu     | 25 918     |
| Konyaspor      | Konya Atatürk Stadı          | 22 559     |
| Malatyaspor    | Malatya Inönü Stadi          | 13 000     |
| Rizespor       | Rize Atatürk Stadı           | 10 459     |
| Sakaryaspor    | Sakarya Atatürk Stadı        | 13 500     |
| Samsunspor     | Samsun 19 Mayis Stadyumu     | 12 720     |
| Sebatspor      | Akçaabat Fatih Stadyumu      | 6 238      |
| Trabzonspor    | Estádio Hüseyin Avni Aker    | 20 369     |

## Classificação Geral
Atualizado em 28 de maio de 2005
| Campeão Turco 2004–05    |
| ------------------------ |
| Fenerbahçe (16.º título) |

### Nota
*Vencedor da Copa da Turquia, o Galatasaray conquistou vaga para a 1ª rodada dos playoffs da Copa da UEFA. Mesmo terminando o campeonato na 3ª colocação, o que lhe daria acesso à competição continental a partir da 2ª rodada dos playoffs, esta vaga acabou sendo relegada ao 4º colocado Beşiktaş, pois obrigatoriamente por determinação da Federação Turca de Futebol, o vencedor da Copa da Turquia entra na Copa da UEFA a partir da 1ª rodada dos playoffs.

## Resultados
| Mandante \ Visitante | AKÇ | ANK | BJK | ÇYR | DEN | DYB | FNB | GAL | GAZ | GEN | İST | KAY | KON | MAL | AGÜ | SAK | SAM | TRA |
| -------------------- | --- | --- | --- | --- | --- | --- | --- | --- | --- | --- | --- | --- | --- | --- | --- | --- | --- | --- |
| Sebatspor            | —   | 1–3 | 2–2 | 0–0 | 2–1 | 2–2 | 1–4 | 1–3 | 2–0 | 0–5 | 2–2 | 0–0 | 3–5 | 1–1 | 0–0 | 0–1 | 3–0 | 0–1 |
| Ankaraspor           | 2–1 | —   | 2–4 | 1–0 | 3–2 | 3–0 | 0–1 | 0–2 | 1–0 | 2–1 | 3–2 | 4–1 | 1–3 | 1–3 | 2–0 | 1–1 | 0–1 | 1–1 |
| Beşiktaş             | 6–1 | 2–3 | —   | 2–2 | 2–0 | 4–0 | 2–1 | 0–0 | 3–4 | 1–1 | 0–0 | 3–2 | 2–1 | 1–0 | 4–1 | 2–1 | 2–0 | 1–0 |
| Rizespor             | 2–1 | 2–1 | 0–1 | —   | 2–0 | 3–0 | 2–2 | 0–3 | 1–1 | 1–1 | 1–1 | 2–1 | 1–1 | 0–1 | 1–2 | 2–0 | 2–0 | 1–2 |
| Denizlispor          | 4–2 | 1–1 | 3–1 | 3–0 | —   | 0–0 | 2–0 | 0–0 | 2–1 | 1–1 | 2–2 | 2–1 | 2–1 | 0–0 | 2–0 | 6–1 | 2–0 | 0–2 |
| Diyarbakirspor       | 1–0 | 1–0 | 0–0 | 1–1 | 0–1 | —   | 0–2 | 2–0 | 3–0 | 1–3 | 1–0 | 2–1 | 3–3 | 1–2 | 0–1 | 1–0 | 3–0 | 0–1 |
| Fenerbahçe           | 2–0 | 1–0 | 3–4 | 2–0 | 2–0 | 3–0 | —   | 1–0 | 2–0 | 3–2 | 4–0 | 7–0 | 3–0 | 3–1 | 5–0 | 6–0 | 2–1 | 2–1 |
| Galatasaray          | 2–0 | 4–2 | 1–0 | 2–1 | 4–0 | 1–0 | 1–0 | —   | 5–1 | 1–2 | 4–1 | 5–1 | 3–1 | 1–1 | 2–1 | 1–0 | 3–1 | 0–2 |
| Gaziantepspor        | 6–4 | 2–1 | 0–1 | 0–1 | 3–1 | 1–1 | 0–1 | 1–0 | —   | 1–0 | 0–1 | 1–2 | 2–0 | 4–3 | 2–0 | 1–0 | 1–3 | 3–2 |
| Gençlerbirliği       | 1–1 | 1–1 | 1–1 | 2–1 | 1–3 | 2–0 | 1–2 | 1–3 | 2–1 | —   | 1–0 | 0–0 | 2–1 | 5–3 | 4–0 | 1–0 | 0–0 | 0–1 |
| İstanbulspor         | 1–0 | 1–1 | 1–1 | 0–3 | 1–1 | 1–1 | 0–3 | 0–3 | 1–3 | 1–3 | —   | 2–0 | 2–2 | 0–2 | 1–2 | 3–0 | 1–1 | 0–5 |
| Kayserispor          | 4–1 | 0–0 | 1–2 | 2–1 | 1–0 | 3–0 | 0–2 | 2–2 | 3–1 | 1–2 | 0–0 | —   | 2–2 | 1–1 | 1–1 | 1–0 | 1–4 | 0–3 |
| Konyaspor            | 3–3 | 2–3 | 2–2 | 0–0 | 0–0 | 2–1 | 4–2 | 0–2 | 2–2 | 3–2 | 2–1 | 3–1 | —   | 2–0 | 3–4 | 2–0 | 3–0 | 1–1 |
| Malatyaspor          | 2–2 | 2–1 | 1–1 | 0–1 | 2–2 | 2–1 | 0–2 | 0–1 | 2–1 | 0–2 | 2–0 | 0–1 | 5–0 | —   | 1–0 | 4–2 | 1–2 | 3–4 |
| Ankaragücü           | 2–1 | 2–5 | 1–4 | 0–0 | 1–1 | 4–1 | 1–0 | 0–1 | 2–1 | 1–0 | 0–0 | 2–2 | 1–1 | 3–0 | —   | 2–7 | 1–2 | 0–2 |
| Sakaryaspor          | 4–2 | 1–1 | 1–4 | 3–1 | 1–2 | 3–2 | 0–1 | 1–2 | 2–2 | 2–2 | 1–3 | 4–2 | 1–4 | 4–1 | 1–0 | —   | 4–2 | 1–3 |
| Samsunspor           | 3–0 | 0–0 | 2–4 | 0–1 | 4–0 | 0–1 | 1–1 | 2–1 | 1–3 | 2–0 | 2–1 | 3–3 | 1–1 | 0–1 | 1–1 | 1–1 | —   | 0–4 |
| Trabzonspor          | 3–1 | 2–2 | 1–0 | 1–0 | 3–0 | 4–1 | 0–2 | 0–1 | 0–0 | 3–1 | 1–1 | 3–1 | 4–2 | 3–0 | 3–1 | 4–3 | 3–0 | —   |

## Artilheiros
Atualizado em 28 de maio de 2005
| Pos. | Jogador          | Clube          | Gols |
| ---- | ---------------- | -------------- | ---- |
| 1    | Fatih Tekke      | Trabzonspor    | 31   |
| 2    | Alex             | Fenerbahçe     | 24   |
| 3    | Hakan Şükür      | Galatasaray    | 18   |
| 3    | Zafer Biryol     | Konyaspor      | 18   |
| 5    | Márcio Nobre     | Fenerbahçe     | 17   |
| 5    | Jabá             | Ankaraspor     | 17   |
| 7    | Necati Ateş      | Galatasaray    | 15   |
| 7    | Cenk İşler       | Samsunspor     | 15   |
| 9    | Souleymane Youla | Gençlerbirliği | 14   |
| 10   | John Carew       | Beşiktaş       | 13   |
| 10   | Zdravko Lazarov  | Gaziantepspor  | 13   |